# Vlažne livade uz Jugovski potok (Štrcaj)
Vlažne livade uz Jugovski potok (Štrcaj) este o arie protejată (sit de importanță comunitară — SCI) din Croația întinsă pe o suprafață de 40,52 ha, integral pe uscat.

## Localizare
Centrul sitului Vlažne livade uz Jugovski potok (Štrcaj) este situat la coordonatele 45°25′02″N 13°46′39″E / 45.417134°N 13.777387°E.

## Înființare
Situl Vlažne livade uz Jugovski potok (Štrcaj) a fost declarat sit de importanță comunitară în iulie 2013 pentru a proteja 1 specie de animale.

## Biodiversitate
Situată în ecoregiunea mediteraneană, aria protejată nu include niciun habitat protejat.
La baza desemnării sitului se află o specie protejată de  nevertebrate: Coenonympha oedippus.